# Costo del capitale
Il costo del capitale (in inglese: cost of capital) nella corporate finance è la somma del costo del debito (cost of debt) e del costo dell'equity (cost of equity) nel momento in cui un'azienda si finanzia.
Il finanziamento può infatti avvenire tramite l'indebitamento, ovvero ottenendo prestiti dalle banche commerciali o emettendo obbligazioni comprate dagli obbligazionisti (si sfrutta dunque la leva finanziaria) oppure emettendo (nuove) azioni che vengono poi acquistate dagli azionisti/soci (se la società è quotata in borsa, la compravendita di security avviene in borsa). Entrambi i tipi di finanziamento hanno un costo, siccome nel debt financing la società si accolla l'onere/obbligo di pagare gli interessi e le spese di gestione e erogazione del mutuo oltre alle varie spese assicurative che la banca impone alla società e nell'equity financing la società si accolla il dovere (ma non obbligo tassativo, il dividendo può essere sospeso) di pagare i dividendi ai soci nella proporzione in cui hanno messo capitale. I due tipi di costi sommati insieme e misurati in una valuta formano il costo del capitale. Se si divide il totale di debito per il totale di equity, si ottiene una frazione e/o percentuale detta debt-to-equity ratio (D/E). I livelli di equity e di debito/liability si notano nel bilancio d'esercizio.
La società, siccome deve ripagare questi costi, deve ottenere un ricavo dalle sue attività di business tale per cui si pareggia o supera la soglia indicata dal costo del capitale.
Il costo del capitale è una delle aree più sviluppate della corporate finance, in particolare a seguito delle definizioni di Modigliani e Miller, del Capital asset pricing model di William Sharpe e di tutta la teoria finanziaria. Il costo del capitale assume un ruolo centrale in quanto occorre mantenere una forte coerenza tra le variabili analizzate al fine di ottenere una risposta coerente e corretta.
Nelle teorie si evidenziano almeno tre tipologie di costo del capitale:
- Costo del capitale proprio
- Costo del capitale di debito
- Costo medio ponderato del capitale (Weighted Average Cost of Capital - WACC)

Il costo del capitale è utile per analizzare, scontare, comparare flussi di cassa e redditi da obbligazioni, e per tutte le operazioni finanziarie in genere.
Occorre prestare attenzione alla coerenza sulle ipotesi fiscali assunte nella valutazione: occorre scontare i flussi di cassa al netto di tasse con un costo del capitale al netto delle tasse ovvero, se non possibile, considerare il valore attuale netto (VAN) del beneficio fiscale, come dai precetti del Adjusted present value (APV).